# Estrid Svendsdatter
Estrid, Estrith ou Astrith Svendsdatter (née avant 1010 et morte entre 1057 et 1073) est une princesse danoise, fille du roi Sven Ier à la barbe fourchue et sœur de Knut le Grand.
Elle fut la mère du roi Sven II de Danemark, qui héritera du royaume en 1047 après la disparition des fils de Knut II le Grand, les neveux d'Estrid.

## Biographie
Estrid est une fille du roi Sven Ier de Danemark qui est baptisée sous le nom chrétien de « Margrete ».
Son frère Knut II de Danemark la propose d’abord comme épouse au duc Robert Ier de Normandie (et non pas à son père Richard II de Normandie comme l’indique Adam de Brême), dont Knut vient d’épouser la tante Emma, sœur de Richard II. Cette union n’aboutit pas et Estrid devient la femme du Jarl Ulf Thorgilsson. Après le meurtre de ce dernier en 1028 sur ordre de son frère, toujours selon Adam de Brême, Knut l'aurait offerte comme femme au « fils du roi de Russie » sans doute un prince varègue non identifié.
Il semble toutefois qu'Estrid soit restée au Danemark où elle reçoit en compensation de la mort de son époux des domaines importants. Elle est inhumée aux côtés de ce dernier dans la cathédrale de Roskilde.

## Postérité
De son union avec Ulf Thorgilsson, Estrid donne naissance à trois fils :
- Sven II ;
- Beorn ou Björn, earl en Angleterre, assassiné en 1049 par Sven Godwinson ;
- Asbjörn (da), jarl au Danemark, mort en 1086.